# California Roll (singolo)
California Roll è un singolo del rapper statunitense Snoop Dogg realizzato in collaborazione con il cantante statunitense Stevie Wonder e pubblicato nel 2015.

## Il brano
La canzone, pubblicata nel maggio 2015, è stata scritta da Calvin Broadus, Pharrell Williams e James Fauntleroy e prodotta da Pharrell.
Si tratta del terzo brano estratto dal tredicesimo album del rapper Bush.

## Tracce
Download digitale
1. California Roll (featuring Stevie Wonder) – 4:12

## Video
Il videoclip della canzone è stato diretto da Warren Fu e pubblicato su Vevo il 5 maggio 2015.